# Шахматна мисыл
«Шахматна мисыл» (болг. Шахматна мисъл — «Шахматная мысль») — ежемесячный журнал, орган Шахматной федерации Болгарии; выходит в Софии с 1947 года (издатель вестника «Народен спорт»). В 1947—1982 годах главный редактор — А. Малчев, с 1983 — П. Петков. Тираж — свыше 6 тысяч экземпляров (1984).
Публикует лучшие партии болгарских и зарубежных шахматистов, проблемные статьи о шахматной жизни в республике, материалы по теории шахмат, игре по переписке, методические статьи и заметки о развитии шахмат среди молодёжи. Уделяет большое внимание освещению шахматной жизни за рубежом, в том числе в СССР. Регулярно помещает материалы о крупных соревнованиях в СССР, статьи советских авторов. Печатает оригинальные задачи и этюды, рецензии на шахматные книги.